# Малкольм МакДональд
Малкольм МакДональд (англ. Malcolm MacDonald, 17 серпня 1901, Лоссімут — 11 січня 1981, Мейдстоун, Англія, Велика Британія) — британський політик і дипломат, міністр колоній уряду Чемберлена, генерал-губернатор британських територій у Малайзії та на Борнео, генерал-губернатор Індії та Кенії. Відомий своєю проарабською політикою в Палестині в 1930-ті та спробами долучити Бруней до Малайської федерації у 1950-ті роки.

## Біографія
Син Джеймса Рамсея Макдональда, першого прем'єр-міністра Великої Британії від Лейбористської партії.
З 1923 року балотувався до британського парламенту в окрузі Бассетло, де 1929 року був обраний, а 1931 року переобраний представником Лейбористської партії. 1935 року програв вибори.
З 1936 до 1940 працював секретарем у справах колоній. З цим періодом пов'язана його участь у публікації звіту про стан у Палестині під назвою «Біла книга 1939 року», через яку була обмежена імміграція євреїв з антиєврейських країн Європи до Палестини. Довгий час МакДональду це ставилося в провину. Утім відкриті на початку 2000-х років секретні документи британського уряду довели, що МакДональд натомість планував переспрямувати потік єврейської міграції до Північної Родезії, яка мала сприятливе для вселенців законодавство й можливості.
Надалі короткий час очолював Міністерство охорони здоров'я.

## Дипломатична кар'єра
У 1941-1946 роках був призначений верховним комісаром у домініоні Канада.
У 1946-1948 МакДональд був генерал-губернатором британських володінь у Південносхідній Азії, а 1948 року обійняв новостворений пост генерального комісара британських територій. Він був одним з організаторів боротьби проти комуністів у Малайї. Паралельно він розробляв план федералізації Британського Борнео за аналогією федерацій на Близькому Сході, в Західній Малайзії, Африці тощо. Але на заваді цьому плану стояв брунейський султан.
У 1955-1960 роках займав посаду верховного комісара в Індії, а у 1963-1965 працював останнім губернатором Кенії та першим її верховним комісаром після настання незалежності.
Після виходу на пенсію 1970 року МакДональд обійняв посаду канцлера Даремського університету.

## Колекціонер
МакДональд був колекціонером мистецтва, яке збирав у всіх країнах, де працював дипломатом. Частину його колекції складали подарунки від політиків різних країн, зокрема Східної Азії. Він збирав предмети європейського мистецтва, антикварні книги, іранську кераміку.
Розпочав колекціонувати він ще в молодості, збираючи європейські антикварні меблі та порцеляну. Декілька зразків східної кераміки він привіз на згадку з конференції в Кіото 1929 року. Після переїзду до Сінгапуру 1946 року він почав досліджувати історію та культуру Східної Азії через збирання різноманітних антикварних предметів побуту та релігії.
Значна частина його колекції зберігається в Музеї Сходу Даремського університету, де відбуваються виставки окремих її частин.